# Haukelandnuten
Haukelandnuten är en bergstopp i Antarktis. Den ligger i Östantarktis. Norge gör anspråk på området. Toppen på Haukelandnuten är 1 962 meter över havet, eller 205 meter över den omgivande terrängen. Bredden vid basen är 2,8 km.
Terrängen runt Haukelandnuten är varierad. Trakten är obefolkad. Det finns inga samhällen i närheten. 